# Zouhair El-Ouardi
Zouhair El-Ouardi (arab. زهير الوردي, Zuhajr al-Wardi; ur. 15 lutego 1977) – marokański lekkoatleta, długodystansowiec.
W 2004 zwyciężył (startując poza konkursem) w mistrzostwach Francji w biegu przełajowym na krótkim dystansie (3,8 km) oraz wygrał  (startując poza konkursem) bieg na 3000 metrów podczas halowych mistrzostw Francji w tym roku z czasem 7:59,54 s. W tym samym roku wystartował również na igrzyskach olimpijskich w biegu na 3000 m z przeszkodami. Odpadł w pierwszej rundzie, zajmując 4. miejsce w swoim biegu eliminacyjnym z czasem 8:27,55 s. W 2007 został złotym medalistą igrzysk małych państw Europy na 3000 m z przeszkodami z czasem 9:04,27 s oraz na 10000 m z czasem 30:05,6 s jako reprezentant Monako.

## Rekordy życiowe
- 1500 m – 3:59,77 s ( La Garde, 5 maja 2013)
- 2000 m – 5:15,86 s ( Tomblaine, 15 września 2004)
- 3000 m – 7:53,43 s ( Nantes, 6 czerwca 2008)
- 3000 m (hala) – 7:55,94 s ( Aubière, 17 stycznia 2004)
- 10 000 m – 30:05,67 s ( Monako, 9 czerwca 2007)
- 3000 m z przeszkodami – 8:13,67 s ( Heusden-Zolder, 31 lipca 2004)
- 10 km – 28:52 s ( Nicea, 8 stycznia 2006)
- półmaraton – 1:08:05 s ( Nicea, 28 kwietnia 2007)